# Independent Worm Saloon
Independent Worm Saloon è il sesto album in studio del gruppo musicale statunitense Butthole Surfers, pubblicato nel 1993.

## Tracce
1. Who Was in My Room Last Night? – 4:09
2. The Wooden Song – 3:50
3. Tongue – 2:06
4. Chewin' George Lucas' Chocolate – 0:43
5. Goofy's Concern – 3:03
6. Alcohol – 3:19
7. Dog Inside Your Body – 3:06
8. Strawberry – 4:08
9. Some Dispute Over T-Shirt Sales – 2:06
10. Dancing Fool – 2:59
11. You Don't Know Me – 2:41
12. The Annoying Song – 2:40
13. Dust Devil – 6:39
14. Leave Me Alone – 2:25
15. Edgar – 3:34
16. The Ballad of Naked Man – 6:05
17. Clean It Up – 8:39

## Formazione

### Gruppo
- Gibby Haynes – voce
- Paul Leary – chitarra, voce (10), voce parlata (4)
- Jeff Pinkus – basso, voce (16), banjo (16)
- King Coffey – batteria

### Altri musicisti
- John Paul Jones – basso (16)
- Helios Creed – chitarra (12, 17)